# Friedrich Exter (Numismatiker)
Friedrich Ludwig Exter (* 14. März 1714 in Oberhausen; † 11. oder 12. Dezember 1787 in Zweibrücken) war ein deutscher Lehrer und Numismatiker.

## Leben und Wirken
Friedrich Exter war ein Sohn des Pfarrers Philipp Friedrich Exter (1684–1736) und von Anna Maria Staedel (1695–1730) aus Straßburg. Er selbst heiratete Susanna Katharina Bächle aus Mannheim, mit der er zwei Söhne hatte, darunter den gleichnamigen Philologen.
Exter wirkte anfangs als Pfarrer in Drusweiler und danach als Konrektor in Meisenheim und Zweibrücken. Zu seinen Schülern gehörte Max von Bayern. Die Kurpfälzische Akademie der Wissenschaften nahm ihn 1765 als außerordentliches Mitglied auf.
Exter erarbeitete während vieler Gymnasialprogramme den „Versuch einer Sammlung von Pfältzischen Medaillen, Schau-Gedächtnis- und allerley andern Müntzen“. Die zwei Bände erschienen 1759 und 1775 in Zweibrücken. Die Staatliche Münzsammlung München verfügt außerdem über einen handschriftlichen Illustrationsband. Das Werk mit über 1000 Beschreibungen von Münzen gilt nach wie vor als unentbehrliche Quelle der Numismatik.